# Geraldine Gutiérrez Wienken
Geraldine Gutiérrez Wienken (Ciudad Guayana, Venezuela, 1966) es una poeta, investigadora y traductora literaria residenciada en Alemania.

## Biografía
Su infancia y adolescencia transcurren en Ciudad Bolívar. Luego de culminar el bachillerato se traslada a Caracas para estudiar Odontología en la Universidad Central de Venezuela. Participa en el Taller literario del CELARG dirigido por Harry Almela. Publica su primer libro de poesía Espantando elefantes (1994).
Vive en varios países hasta que se muda a Heidelberg. Estudia el alemán y homologa su título de odontóloga a la par que estudia Filología Alemana, Sociología e Historia del Arte en la Universidad Heidelberg. Obtiene el Magíster (M.A.) con una tesis sobre “El peligroso experimento del Marquis von Posa” en el drama histórico Don Carlos, Infant von Spanien de Friedrich Schiller. A continuación, cursa estudios de doctorado en Filología Alemana. Su disertación sobre “La ola como símbolo en el arte y la literatura” la lleva a ejercer la curaduría de arte.
Actualmente, conduce el programa de radio Poesía, en Bermuda Funk, Mannheim. Es fundadora de poemashumanos.com, edición bilingüe de poesía.
En 2018 obtiene la beca Merck para participar en el taller literario fundado y dirigido por el reconocido autor alemán Kurt Drawert en la Casa de la Literatura de Darmstadt.
Sus áreas de interés académico y personal giran en torno al lenguaje y el arte como material humano. Investiga sobre los temas: exilio y arte moderno.

## Obras

### Poesía
- Espantando elefantes.[3] Editorial La Liebre Libre. Maracay, Venezuela 1994.
- Con alma de cine.[4] España, 2007.
- Castañas de confianza.[5] Eclepsidra 2013.

#### Poesía (en alemán)
- Dichtungsring. Zeitschrift für Literatur. Eine Zeit und Zeiten und eine halbe Zeit. Heft 50, 2017 Jg. 37. ISSN 0724-6412 (Schwächen y Chaos).
- Jahrbuch der Lyrik 2018. Hg. Christoph Buchwald und Nico Bleutge. Schöffling, Frankfurt a. M. 2018 (die welt beginnt an den knöcheln).

### Traducción
- (En trabajo conjunto con Martina Weber): Zehn Gedichte aus Venezuela ausgewählt und übersetzt, in: Poet Nr. 21, Poetenladen 2016.  ISBN 978-3-940691-80-4.
- (En trabajo conjunto con Martina Weber): Wörterbücher von Trinidad Gan, in: Jahrbuch der Lyrik, Schöffling 2017. ISBN: 978-3-89561-680-8.
- (En trabajo conjunto con Marcus Roloff): Gedichte von Rafael Cadenas, in: LICHTUNGEN, 152/XXXVIII. Jg./152, Graz 2017. ISSN 1012-4705.
- Hilde Domin: Canciones para dar aliento. Traducción Geraldine Gutiérrez-Wienken. Llantén Editora, Buenos Aires, Argentina 2018.

### Catálogos de arte
- Hans-Günther Schwarz: Die Welle. Zauber der Bewegung. Kunst aus fünf Jahrhunderten. Ausstellungskatalog des Kurpfälzischen Museums der Stadt Heidelberg. F. Hepp (Hg.). Wunderhorn 2008. ISBN: 978-3-88423-316-0.
- Hans-Günther Schwarz: Kirschblütenträume. Japans Einfluß auf die Kunst der Moderne. Ausstellungskatalog des Kurpfälzischen Museums der Stadt Heidelberg, F. Hepp (Hg.). Wunderhorn 2012. ISBN: 978-3-88423-423-5.
- Heidelberg – Schwarz auf Weiß. Fotografien von Thaddäus Zech und Texte von Johann W. von Goethe ausgewählt und herausgegeben von Geraldine Gutiérrez-Wienken. Morio Verlag 2016. ISBN 978-3-955424-37-7

## Reconocimientos
- 2007: IX. Premio de Poesía Excmo. Ayto. Ciudad Real, España.
- 2018: Merck-Stipendium del Taller literario dirigido por Kurt Drawert, en la Casa de la Literatura de Darmstadt.